# Ari Lennox
Ari Lennox (Washington, 1991. március 26. –) amerikai R&B énekesnő, dalszerző.

## Pályafutása
Lennox a 2010-es évek elején kezdett dalokat online kiadni. Korai munkái közé tartozott egy önálló válogatásalmum és egy EP. 2015-ben vendégénekesként szerepelt Omen albumán. Omen  az elsők között volt, akit J. Cole leszerződtetett a Dreamville Recordshoz. Ugyanebben az évben Lennox is kapott ajánlatot. Fellépett a „Revenge of the Dreamers II”-en. Az album sikert aratott, az amerikai slágerlistákon a 29. helyen végzett.
A következő évben kiadta első bővebb EP-jét, a Pho-t, amely legalább felkerült az R&B listákra. Ezt követően együttműködött J. Cole-lal „4 Your Eyez Only” című albumán, és előzenekarként szerepelt az amerikai album turnéján. 
További együttműködések következtek, elsősorban a kiadótársakkal, miközben az első albuma megjelenésére készült. A J. Cole-lal közösen felvett „Shea Butter Baby” című dal lett debütáló albumának vezető kislemeze és címadó dala is.
Habár a dal csak az adult R&B listákra jutott el, platinalemez lett. Az azonos című album 2019. májusában a hivatalos listákon a 67. helyen volt. Két hónappal később megjelent a „Revenge of the Dreamers III”, amely első helyre keült, és platinalemez lett. Lennox két dallal járult hozzá az eredeti albumról, és további három dallal a bővített kiadáson. Még két év telt el, mire Lennox elérte az első helyeket a hivatalos kislemezlistákon. Először, 2021. végén a 48. helyet érte el a Summer Walkerrel és az „Unloyal” című dallal. A következő évben szóló slágere volt a „Pressure” című dallal, amely a 66. helyet érte el. A dal az felnőtt R&B listákon az első helyen végzett.

## Albumok
- Shea Butter Baby (2019)
- Age/Sex/Location (2022)

## Filmek
- 2019: Dreamville Presents: Revenge (dok., sajátmaga)

- 2021: The Game (dok., sajátmaga)

## Díjak
- 2019: Grammy-díj jelőlés (Best Rap Album, Revenge of the Dreamers III)

## Fordítás
- Ez a szócikk részben vagy egészben  az   Ari Lennox című német Wikipédia-szócikk ezen változatának fordításán alapul.  Az eredeti cikk szerkesztőit annak laptörténete sorolja fel. Ez a jelzés csupán a megfogalmazás eredetét és a szerzői jogokat jelzi, nem szolgál a cikkben szereplő információk forrásmegjelöléseként.